# Édouard Mortier
Édouard Adolphe Casimir Joseph Mortier (Le Cateau-Cambrésis, Norte-Paso de Calais; 13 de febrero de 1768-París, 28 de julio de 1835) fue duque de Treviso y mariscal de Francia.

## Biografía
Ingresó en el ejército en 1791. Participó en las campañas militares de la Convención y del Directorio, entre 1792 y 1799. Fue ascendido a general de división y posteriormente a mariscal de Francia. Tuvo bajo sus órdenes un cuerpo de ejército napoleónico en la campaña de Alemania de 1806: se apoderó de Hannover y de la Pomerania. Al año siguiente venció a los suecos. Destacó especialmente en la batalla de Friedland, siendo recompensado con el ducado de Treviso.
Fue destinado a España, tomando parte en el sitio de Zaragoza y venciendo en la batalla de Ocaña (1809).
A la caída de Napoleón, tomó partido por Luis XVIII que lo nombró par de Francia. Pero Mortier, se puso de nuevo al lado de Napoleón durante los Cien Días; por ello, al iniciarse la Restauración borbónica, fue separado del ejército por un tiempo.
Luis Felipe I de Orleans le nombró embajador en Rusia. Más tarde fue ministro de la Guerra y presidente del Consejo de Ministros. Murió en un atentado contra el monarca en 1835.